# Шафакат, Джафар
Джафар Шафакат (перс. جعفر شفقت‎; 1915 — 2 сентября 2000) — иранский генерал, командующий шахской гвардии, военный министр в последние месяцы правления шаха Мохаммеда Реза Пехлеви.

## Биография
Выходец из азербайджанской семьи. После окончания начальной и средней школы, с помощью своего дяди Мохаммад-Хоссейна Дамаванди он поступил в офицерский колледж в 1934 году, а после двухлетнего курса он получил звание офицера. Шафакат окончил высшую военную школу Сен-Сир, затем служил в имперской гвардии, и в конечном итоге в звании капитана был назначен командующим шахской гвардии. В течение многих лет он был командующим 1-й дивизии Имперской гвардии. 

## Военная карьера в имперской армии
Одной из его самых важных должностей в то время было командование дивизии в Урмии и командование тебризской дивизии. Он был также начальником штаба армии и заместителем начальника штаба, пока он не был назначен командующим 2-й армии. Позже стал генерал-адъютантом шаха, пока не был избран заместителем начальника штаба Генерального штаба Вооруженных сил. Джафар Шафакат прошел несколько курсов командования во Франции и Соединенных Штатах, а также получил докторскую степень по международному праву в Сорбонне, а также был военным судьёй.
Генерал Шафакат принимал активное участие в воссоздании иранской имперской гвардии «бессмертные» в 1942 году, численность которого составляла из 700 добровольцев.  В 1946 году он стал командующим гвардии «бессмертные», элитной имперской гвардии шаха. Генерал Шафакат присутствовал на пышной коронации иранского монарха 26 октября 1967 года, где он лично передал «корону Пехлеви» шаху Мохаммеду Реза Пехлеви.
Среди его родственников в армии служили: бригадный генерал Халил Шафакат (родной брат), бригадный генерал Саттар Салимиан, генерал-майор Махсуд Хамапайи (командующий дивизией и последний губернатор провинции Кохгилуйе и Бойерахмед в 1978 году), бригадный генерал Азиз Дамаванди (двоюродный брат, один из командующих Имперских ВВС) и полковник ВВС Бюик Дамаванди.

## Военный губернатор Восточного Азербайджана (1978 г.)
6 марта 1978 года генерал Джафар Шафакат был назначен на пост губернатора Восточного Азербайджана. Данное назначение последовало за отставкой генерала Азмуде, бывшего губернатора. Азмуде был уволен 20 февраля вместе с главой отделения САВАК в провинции Восточный Азербайджан и шестью полицейскими.  
Тебризское восстание февраля 1978 года, которое было направлено против шахской власти, было подавлено правоохранительными органами и армейскими частями, привело к жертвам среди демонстрантов. В общей сложности 14 человек погибли и 125 получили ранения. Около 600-700 демонстрантов были арестованы, но вскоре освобождены. В эти цифры, которые были подтверждены в послереволюционных расследованиях, в то время было трудно поверить, поскольку они были непропорциональны масштабам разрушений. Даже самые лучшие предположения консульства США отражают десятикратное увеличение, тогда как оценки Национального фронта по погибшим составляли 300 человек.
В свою очередь, данное восстание привело к масштабным изменениям в системе, и эти изменения и вытекающие последствия вскоре привели к упадку имперской системы Пехлеви на всей территории Ирана. Первые крупные изменения на высших управленческих уровнях произошло сразу после формирования "Совета по расследованию несчастных случаев в Тебризе". По приказу шаха в Тебриз была направлена следственная группа высшего уровня, главой которого был назначен генерал Шафакат.. Из-за положения членов этого совета и их высоких должностей в правящем бюрократическом аппарате, казалось, что произошли значительные изменения в уровнях управления в провинции Восточный Азербайджан. Шах был настолько взволнован и обеспокоен событиями в Тебризе, что обвинил почти всех должностных лиц провинции Восточный Азербайджан, которые были вовлечены в событиях в Тебризе, и пообещал наказать всех тех, кто не смог предотвратить кровопролитие и своевременно принять меры. Первыми шагами в этом направлении было увольнение 9 высокопоставленных чиновников провинции, среди них: губернатор, местные начальники полиции и некоторые сотрудники САВАК. 7 марта шахское павительство объявило, что несколько чиновников САВАК и полиции будут наказаны за то, что позволили беспорядкам в феврале выйти из-под контроля. Губернатор генерал Искандер Азмуде был снят с должности и вызван в Тегеран. Полковник Яхья Ликвани, глава отделения САВАК в провинции Восточный Азербайджан, был уволен и временно отстранен от должности: но вскоре он снова занял ответственный пост в спецслужбах — Ликвани стал главой отделения САВАК в провинции Лурестан. Но меньше всего повезло генерал-майору Кахрамани, начальнику полиции провинции. Сразу после окончания заседаний Следственной комиссии в Тебризе он был признан виновным в случившихся беспорядках и решением совета переведен в Тегеран, и после этого он никогда не занимал высокие военные и дисциплинарные должности.
Впечатления комментатора Пола Хофманна о мнении иранской общественности об их национальной разведывательной службе САВАК показывают, что иранцы были удивлены тем, что правительство публично отчитало филиал САВАК в Тебризе.
Шах также приказал организовать про-шахскую контрдемонстрацию, чтобы показать поддержку династии среди азербайджанского населения. Государственному аппарату потребовалось шесть недель, чтобы подготовить огромный проправительственный митинг 9 апреля. По некоторым данным, численность участников данного митинга достигало 300 000 человек, что было подтверждено отчетами США.
На данном митинге премьер-министр Джамшид Амузегар выступил с речью. Оппозиция утверждала, что правительство насильно согнала людей из разных соседних деревень, а агенты режима заранее распространяли ложные слухи о том, что на про-шахском митинге лично будет присутствовать Великий аятолла Мохаммад Казем Шариатмадари.

## Победа исламской революции в феврале 1979 г.
В начале января 1979 г. шах назначил на пост премьер-министра Шапура Бахтияра, который начал искать кандидатуру на пост военного министра. Первоначально рассматривалась кандидатура генерала Ферейдуна Джема, но тот отказался. После чего выбор пал на генерала Джафара Шафаката, одного из его ближайших помощников шаха и бывшего начальника Имперской гвардии.
В отличие от некоторых генералов иранских вооруженных сил, Джафар Шафакат был твердым сторонником покойного шаха Ирана — Мохаммеда Реза Пехлеви.
Генерал Шафакат был единственным высокопоставленным офицером иранской шахской армии (из 27 присутствовавших на Высшем военном совете Ирана), кто отказался подписать документ о капитуляции армии перед революционными силами в феврале 1979 года и вычеркнул свое имя из списка.  Данный манифест высших чинов армии способствовал легкой победе Исламской революции. 
После падения власти шаха и установления исламского режима, генерал Шафакат был задержан, но через некоторое время его отпустили. Шафакат бежал во Францию в 1980 году.
Джафар Шафакат умер 2 сентября 2000 года в южном французском городе Ницце, в возрасте 85, где и был похоронен.